# 알리자린
알리자린 (Alizarin)은 방향족 유기화합물로 오래전부터 중요한 염료로 사용되었다. 서양 꼭두서니로부터 얻을 수 있다. 1869년에 알리자린을 처음 합성하였다. 또, 알리자린은 “Alizaine Cyanine Green G", "Alizarine Brlliant Blue R" 관련된 염료에서 다양한 명칭으로 사용된다. 알리자린이란 말은 주스를 의미하는 아랍어 "al-usara"에서 유래되었다.

## 역사

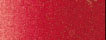
알리자린의 색

꼭두서니는 중앙 아시아와 이집트에 있어서 고대부터 염료로 사용하기 위해 재배되었다. 기원전 1500년 무렵부터 발달해왔다. 꼭두서니의 뿌리의 색소로 염색한 의복이 파라오 투탕카멘의 분묘와 폼페이, 그리고, 고린도스의 유적에서도 발견되고 있다. 중세, 칼룰루스 대제는 꼭두서니의 재배를 장려했다. 네덜란드의 모래땅에서 잘자라 중요한 지역경제의 기반이 되었다.
1804년까지 영국의 염료업자 조지 필드는 꼭두서니를 명반으로 처리해 레이크(lake)하는 기술로 발전시켰다. 이 처리에 따라 수용성의 꼭두서니 색소를 고형화시켜 불용성의 안료로 사용할 수 있게 되었다. 안료로써 컬러 코드가 Pigment Red 83인 mudder lake는 색이 변색되지 않고 화구(畵具)등 다양한 용도로 사용된다. 수년 뒤 철, 주석, 크로뮴 등의 명반 이외의 금속염을 사용해 다른 색의 안료를 만들 수 있다는 것을 발견하였다.
1826년 프랑스의 화학자 피에르 장 로비케는 꼭두서니 뿌리에 함유된 붉은 알리자린과 탈색된 퍼푸린을 발견하였다. 그중 알리자린에 있어서는 1868년 독일의 BASF사의 화학자 칼 그라베와 칼 리베르만에 의해 안트라센으로부터 합성하는 방법을 개발하였고, 천연 염료와 동등한 인공 염료의 첫 사례가 되었다. 같은 시기 영국의 염료 화학자 윌리엄 헨리 퍼킨 같은 합성 방법을 찾아냈지만, 하루차이로 BASF사 먼저 특허를 취득하였다.
합성 알리자린은 천연 염료와 비교해 절반이하의 비용으로 제조가 가능해, 단 하루 만에 알리자린 염료의 시장가격을 폭락시켰다. 주요한 합성은 진한 수산화나트륨 용액 안에 질산나트륨을 첨가하여 안트라퀴논-2-솔폰산을 산화시킨다. 오늘날 안리자린 염료는 1958년 DuPont사에서 개발한 퀴나크리돈 염료가 대신하고 있다.

## 응용

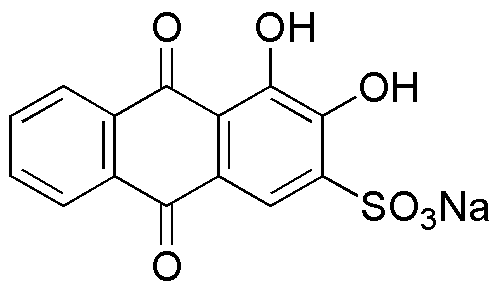
알리자린 레드 에스

알리자린 레드 에스(Alizarin red S)는 금속이온과 결합하는 성질이 있기 때문에 체내의 칼슘염 심착부를 염색한다. 이런 이유로 생화학 분야에서 사용되고 있다. 예를 들면 뼈조직의 석회화를 비색정량할 때 사용된다. 정상인 뼈에서는 세포외기질이 형성된다. 이 세포외기질에서 석회화가 진행된다. 이때문에 초기 단계의 기질석회화를 식별하기 위해 사용된다. 또, 생태학 분야에서는 산호의 골격을 염색해 성장속도를 측정할 수 있다.

## 대중문화
알리자린 염료의 색은 1967년 도노반이 부른 “Wear Your Love Like Heaven”에서 언급되었다.

## 같이 보기
- 아닐린